# 傅國珍
傅國珍（1549年—？），字君聘，號震南、振南，福建建寧府建陽縣人，民籍，明朝政治人物、同進士出身。

## 生平
隆慶四年（1570年）庚午科福建鄉試第五十九名，后參加萬曆五年（1577年）丁丑科會試第一百五十二名。登進士第三甲第一百五十四名。授江西建昌府推官，官至浙江嘉兴府知府。

## 家族
曾祖父傅福祥；祖父傅瀚；父親傅旃。母余氏。具慶下。